# Rekvisita

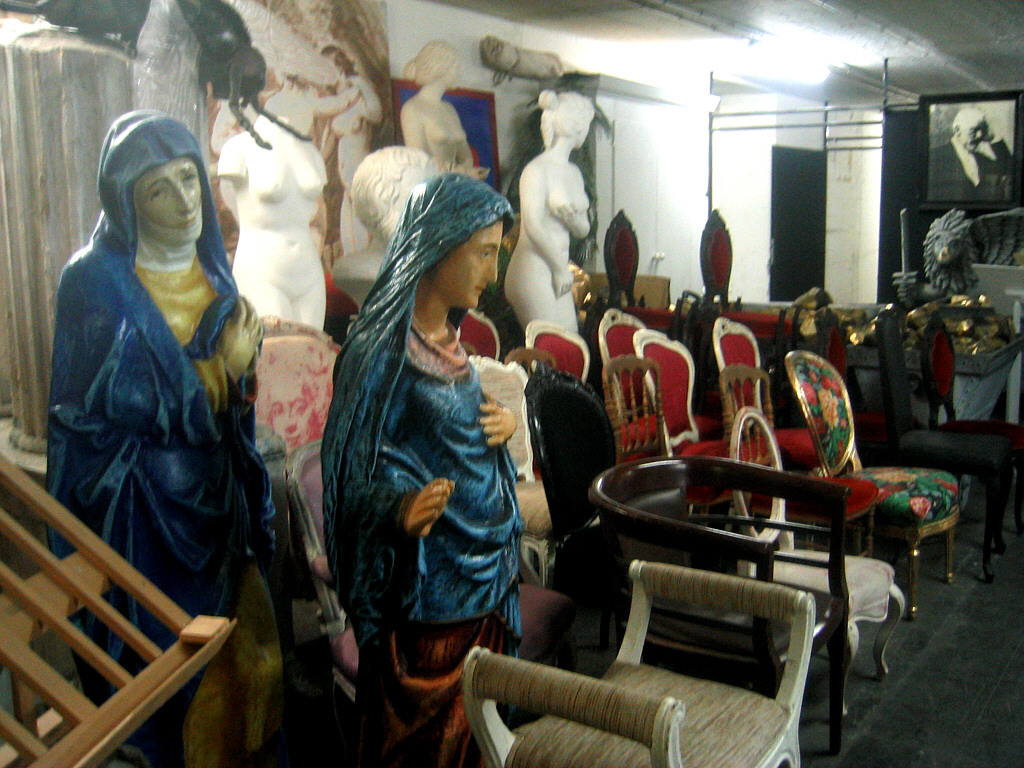
Rekvisitaförråd på Nationaltheater i Mannheim, Tyskland.

Rekvisita är de lösa föremål som används inom film, fotografi, teater och levande rollspel för att fylla en funktion, betona och utgöra miljön eller skapa en stämning. Generellt är föremålet möjligt att flytta, men det råder en viss godtycklighet angående vad som är rekvisita.
Klassiskt dock att rekvisitan är ett av tre ting på en scen. Övriga ting på en scen är skådespelare (inklusive statister) och kulisser (kostymen kan även ha en stor del av uttrycket i en föreställning/film.) Den avdelning som har hand om rekvisita kallas för rekvisitan och personen som ansvarar för med rekvisita i en produktion kallas för rekvisitör/attributör. Summan av allt på en scen förutom skådespelare och statister kan sammanfattas med ordet dekor/scenografi, eller förr sceneri. Mycket rekvisita är dock "vardagliga" objekt. De måste dock "se bra ut" på scenen eller duken, alltså se autentiskt ut från publikens sida. Det händer att rekvisita som används i filmer säljs till personer som tyckt filmen och eller rekvistan var bra.